# Fållan

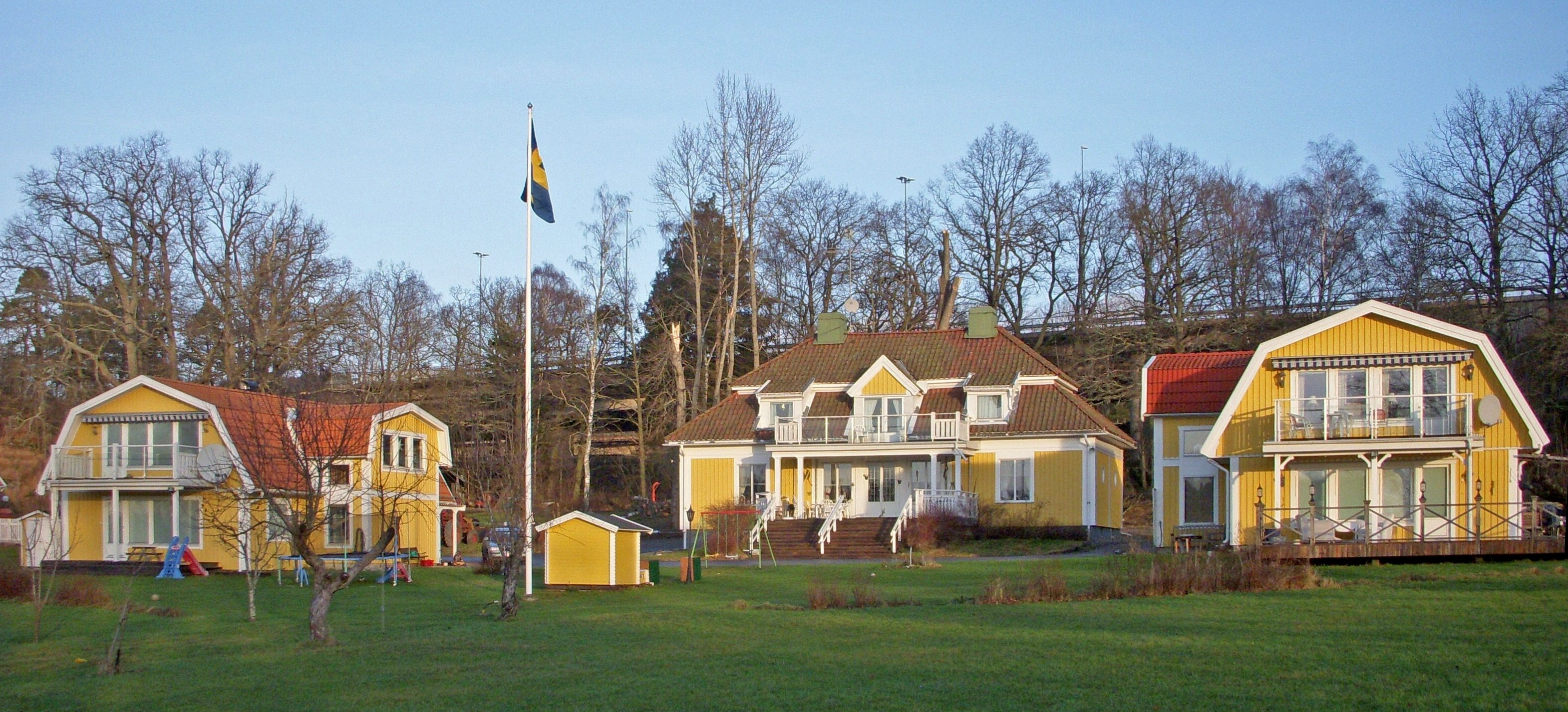
Nuvarande "Fållans gård", januari 2012.

Fållan (äldre stavning Follan) är ett litet villasamhälle vid sjön Magelungen i kommundelen Trångsund i Huddinge kommun och som ingår i tätorten Stockholm.  

## Historia
Ursprungligen var Fållan ett torp under Länna gård. Första gången det omnämns är i geometriska jordeboken från 1636, då med namnformen "falla" som syftar på en inhägnad för djur. Fållan var från början frälse, men byttes in av kronan 1628 och friköptes 1645. Det hade då en areal på omkring 50 hektar. En senare förvanskning av namnet Fållan eller Follan härrör från tiden på 1700-talet då förmögna stockholmare skaffade sommarnöjen, så kallade folies (franska för "dumhet").

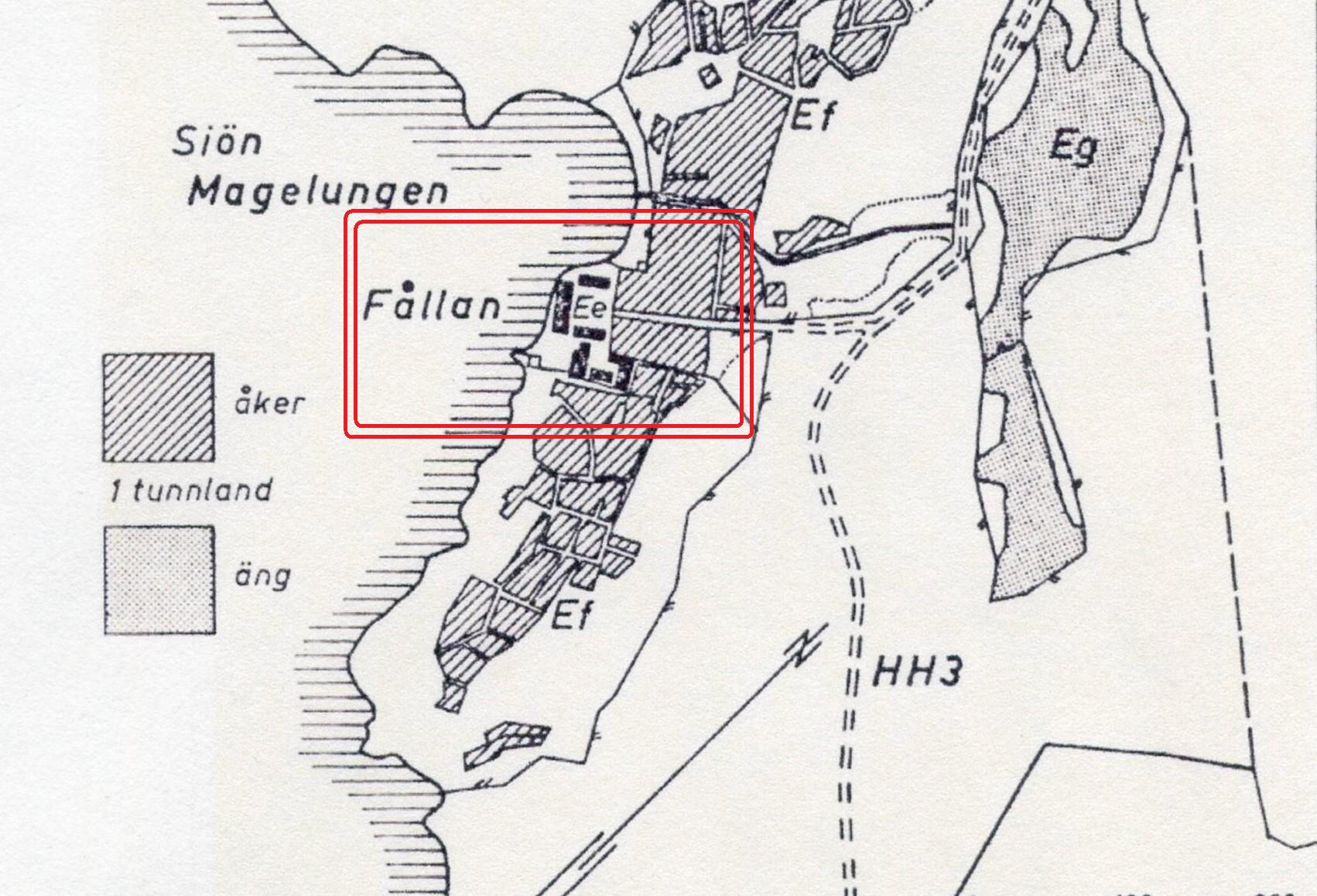
"Concept Charta öfver Länna by avmätt 1758 af Jonas Collin", hemmanet Fållan inom röd ram.

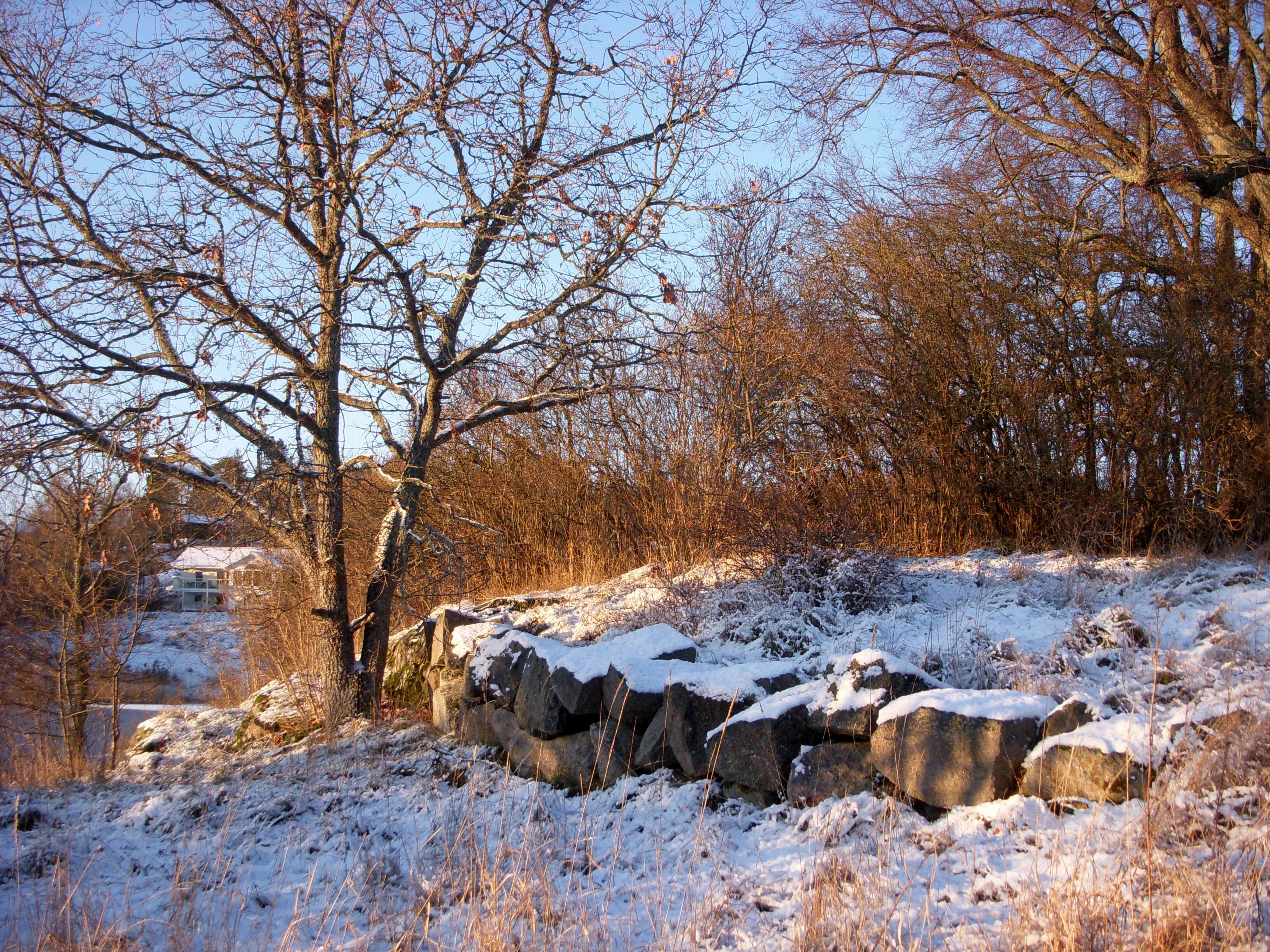
Husgrunden efter hemmanet "Fållan".

På Concept Charta öfver Länna by avmätt 1758 af Jonas Collin framgår hemmanet "Fållan" som en huvudbyggnad med två fristående flygelbyggnader direkt vid sjön Magelungen. Vidare framgår av kartans beskrivningstext: frälse äges af Envojeen Wälborne Herr Hillebrand, men innehafves under perpetuelt arende af Actuarien Herr Zetterman... Hemmanet Fållan var alltså stadsactuarius Magnus Zettermans sommarbostad.
Zettermans första hustru var släkt med skalden Carl Michael Bellman som 1773 tillbringade sommaren i huset. Här skrev han 23 dikter. I dikten Öfver värdens bortovaro från Follan skildrade Bellman sin vän Magnus Zetterman och ett lustspel som tillkom vid vistelsen inspirerade senare till epistel 54, Aldrig en Iris.
När Zetterman avled 1787 skrev Bellman två kväden till hans ära, i vilka han prisade vännens frikostighet och det behagliga livet vid sjön Magelungen. Avsikten med dikterna var att de skulle ingå i en opera, men så blev det aldrig eftersom Bellman ständigt sköt upp projektet. Bellman dog 1795 och Fållans hemman revs omkring 1840 efter att den stått obebott några år. Vid den kulle mot sjön Magelungen vittnar en äldre husgrund om platsen där gården låg och intill kan man än idag kan se de fyra lindarna från Bellmans tid, som fick namnet "Bellmanslindarna". Allén som ledde fram till Fållan syns alltjämt i form av två trädrader på ängen. Nuvarande Fållans gård som ligger lite längre österut uppfördes i början av 1900-talet.
Fållan blev även omskriven 1973 på grund av de starka protester som framfördes mot ett motorvägsbygge (Nynäsvägen) som planerades rakt genom området. Evert Taube var en av dem som lade in sina protester mot vägbygget och för räddande av Fållans gård, men protesterna hjälpte inte fullt ut; vägen byggdes och gården bevarades.

## Bilder

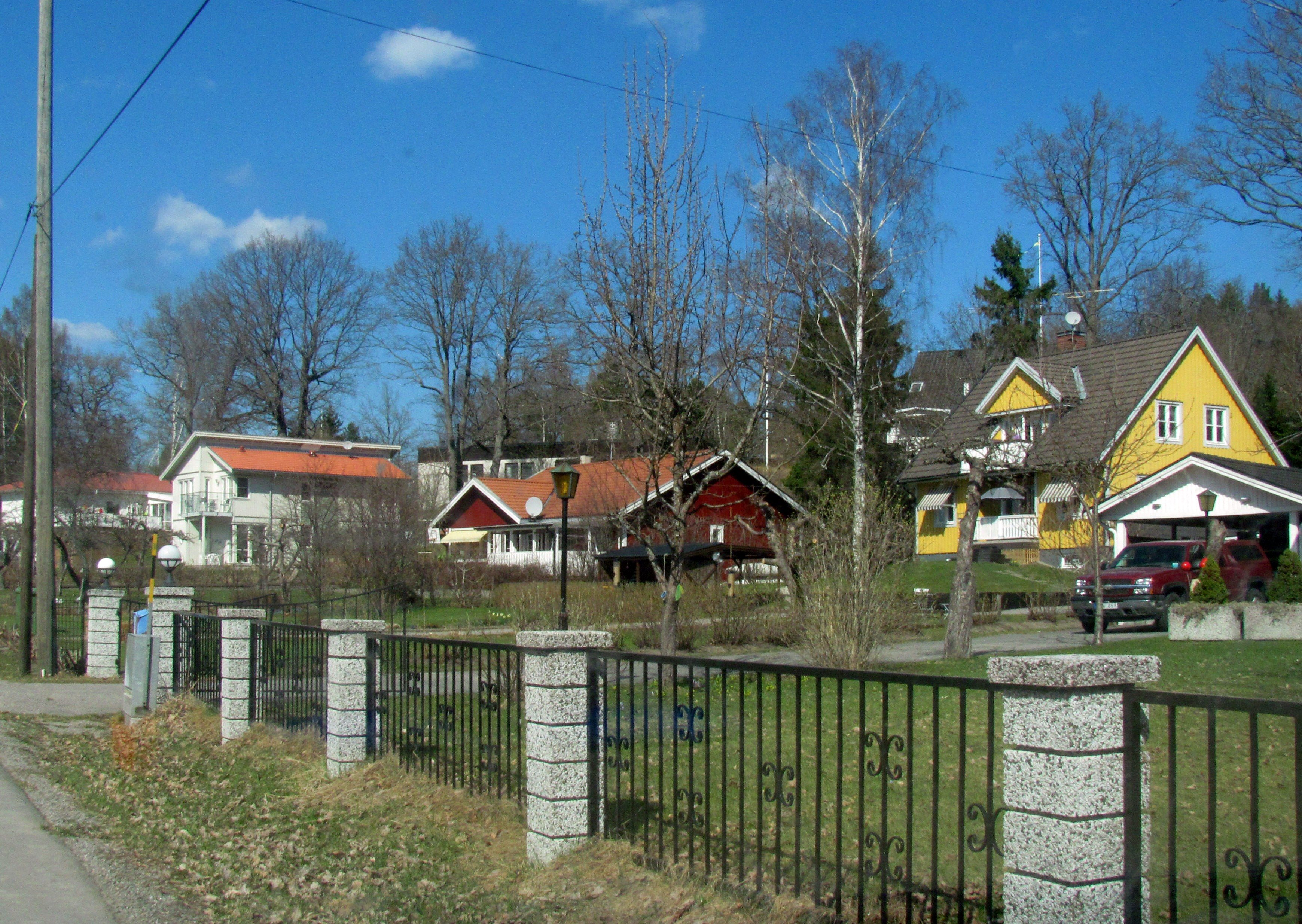
Bellmansvägen i Fållan, 2011.
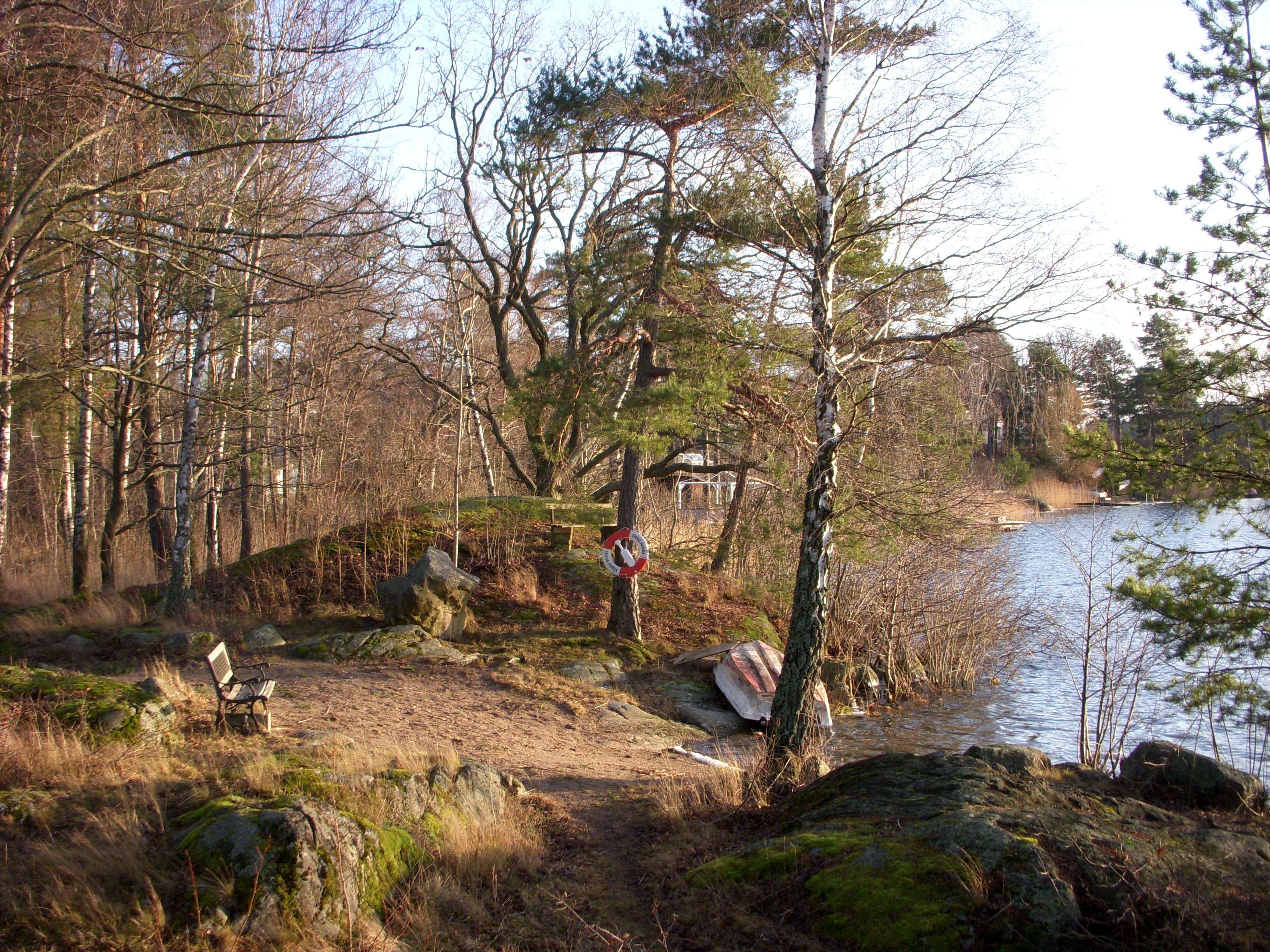
Fållan, badudden vid Magelungen.
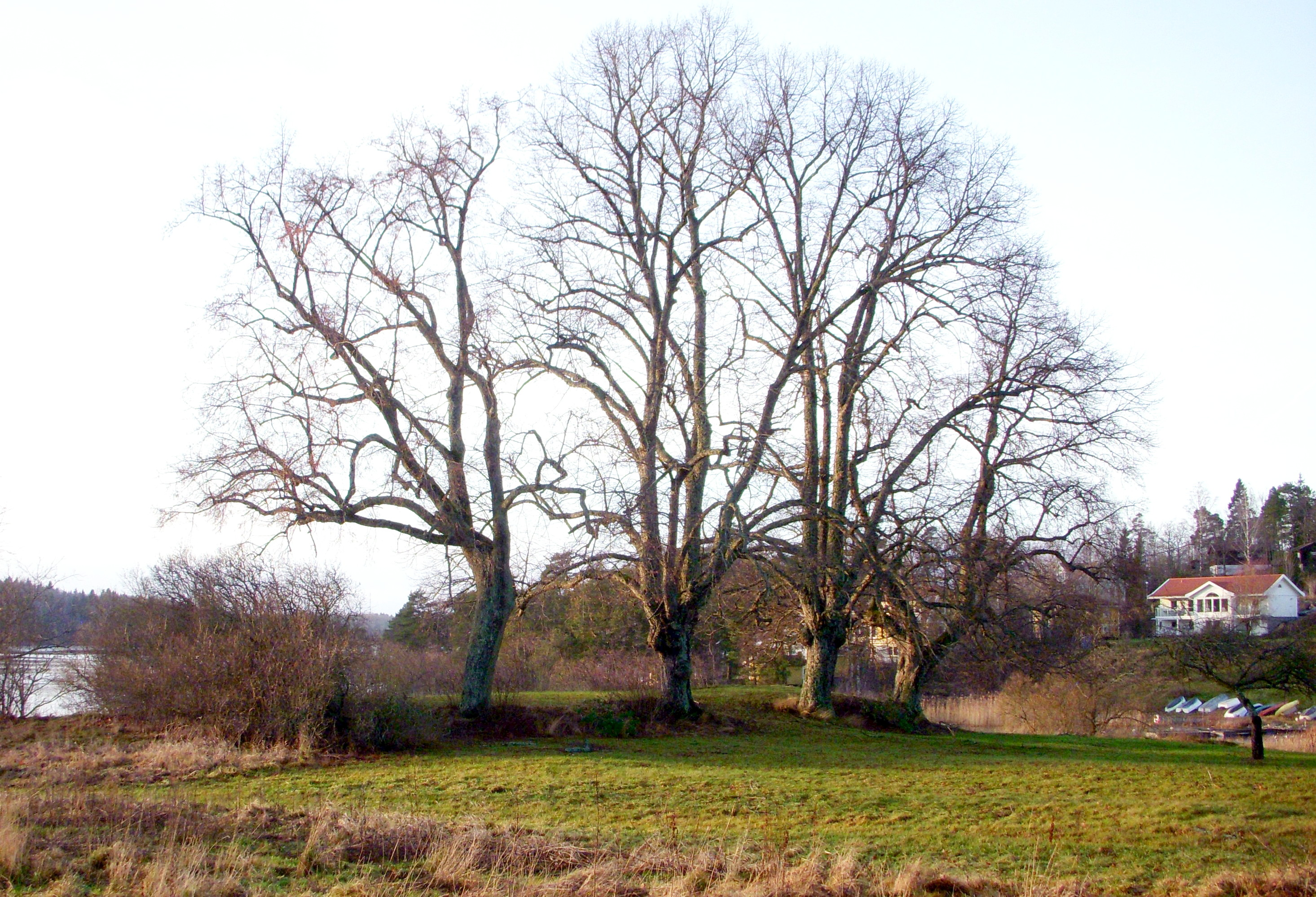
Bellmanslindarna, 2012.
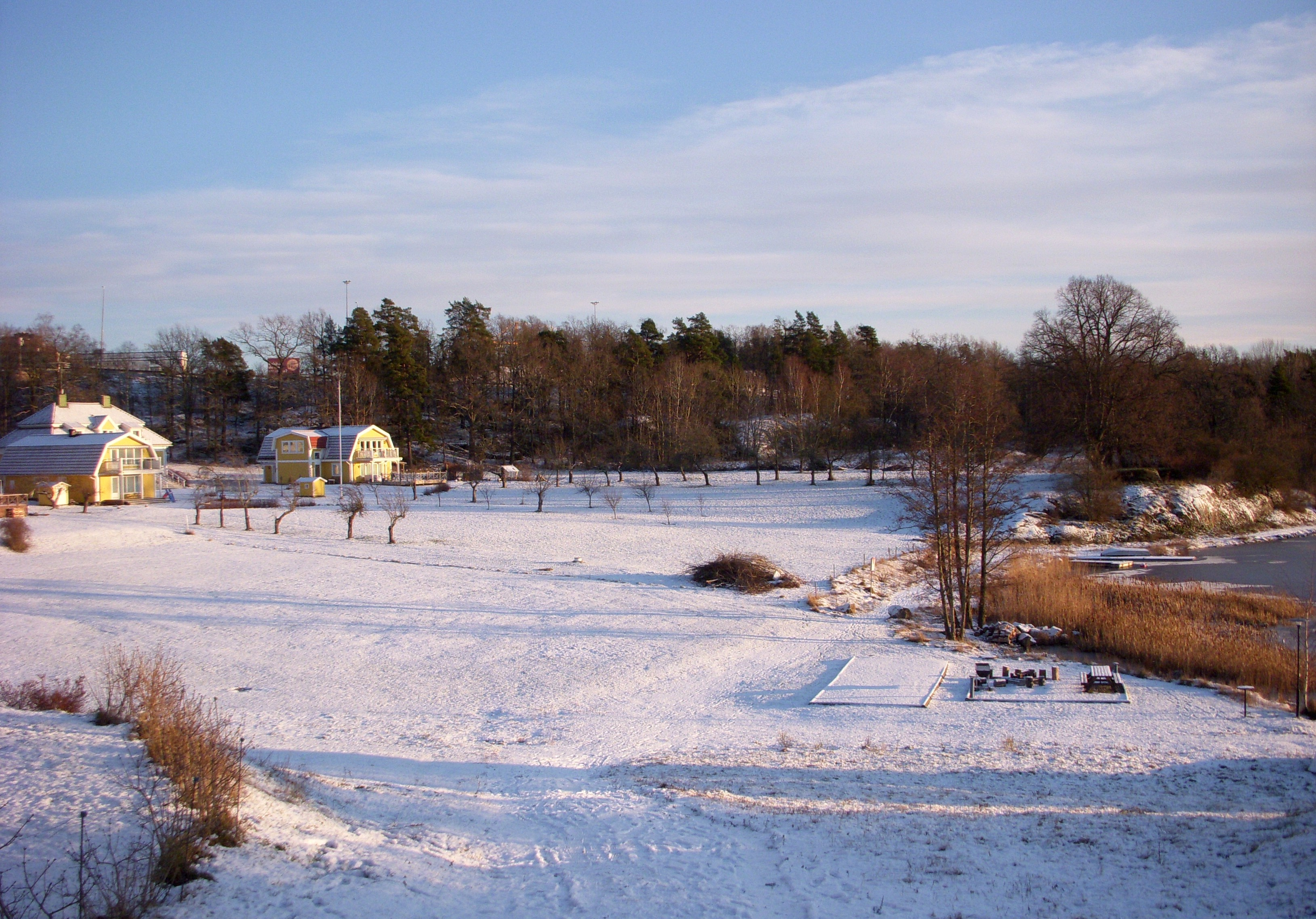
Solviks strand, 2012.